# Рибалочка діадемовий
Рибалочка діадемовий (Corythornis cristatus) — вид сиворакшоподібних птахів родини рибалочкових (Alcedinidae). Мешкає в Африці на південь від Сахари.

## Опис
Довжина птаха становить 12-14 см. Верхня частина тіла яскраво-синя з металевим відблиском. На голові короткий смугастий чорно-синій чуб. Обличчя, щоки і нижня частина тіла руді, на горлі і задній частині шиї є білі плями. Дзьоб червонувато-оранжевий, у молодих птахів чорний, лапи яскраво-червоні.

## Підвиди
Виділяють п'ять підвидів:
- C. c. galeritus (Müller, PLS, 1776) — від Сенегалу до Гани;
- C. c. nais (Kaup, 1848) — острів Принсіпі;
- C. c. thomensis Salvadori, 1902 — острів Сан-Томе;
- C. c. cristatus (Pallas, 1764) — від Нігерії на схід до західного Судану, Уганди і Кенії та на південь до ПАР;
- C. c. stuartkeithi Dickerman, 1989 — схід Судану, Ефіопія і Сомалі.

Деякі дослідники виділяють підвиди C. c. nais і C. c. thomensis у окремі види рибалочка принсипійський (Corythornis nais) і рибалочка сан-томейський (Corythornis thomensis)

## Поширення і екологія
Діадемові рибалочки поширені на більшій території Субсахарської Африки, за винятком посушливих районів Сомалі, Кенії, Намібії і Ботсвани. Вони живуть в очеретяних заростях на берегах озер і річок з повільною течією. Живляться рибою, водними комахами і ракоподібними. Гніздяться в норах на піщаних берегах водойм. В кладці від 3 до 6 круглих білих яєць. Інкубаційний період триває 15-16 днів, пташенята покидають гніздо через 16-17 днів після вилуплення. За сезон може вилупитися кілька виводків.

## Галерея

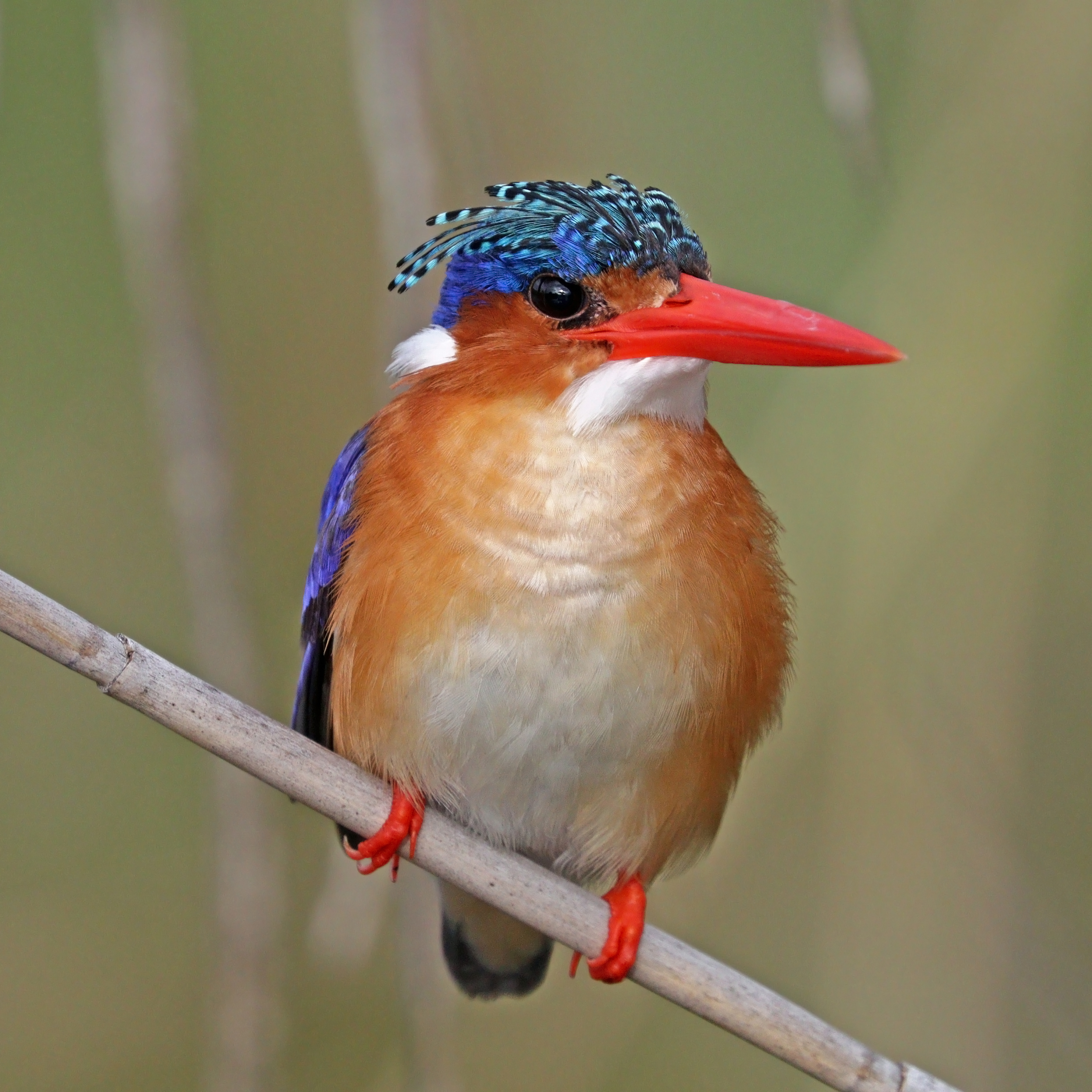
Діадемовий рибалочка (підвид C. c. cristatus, Намібія)
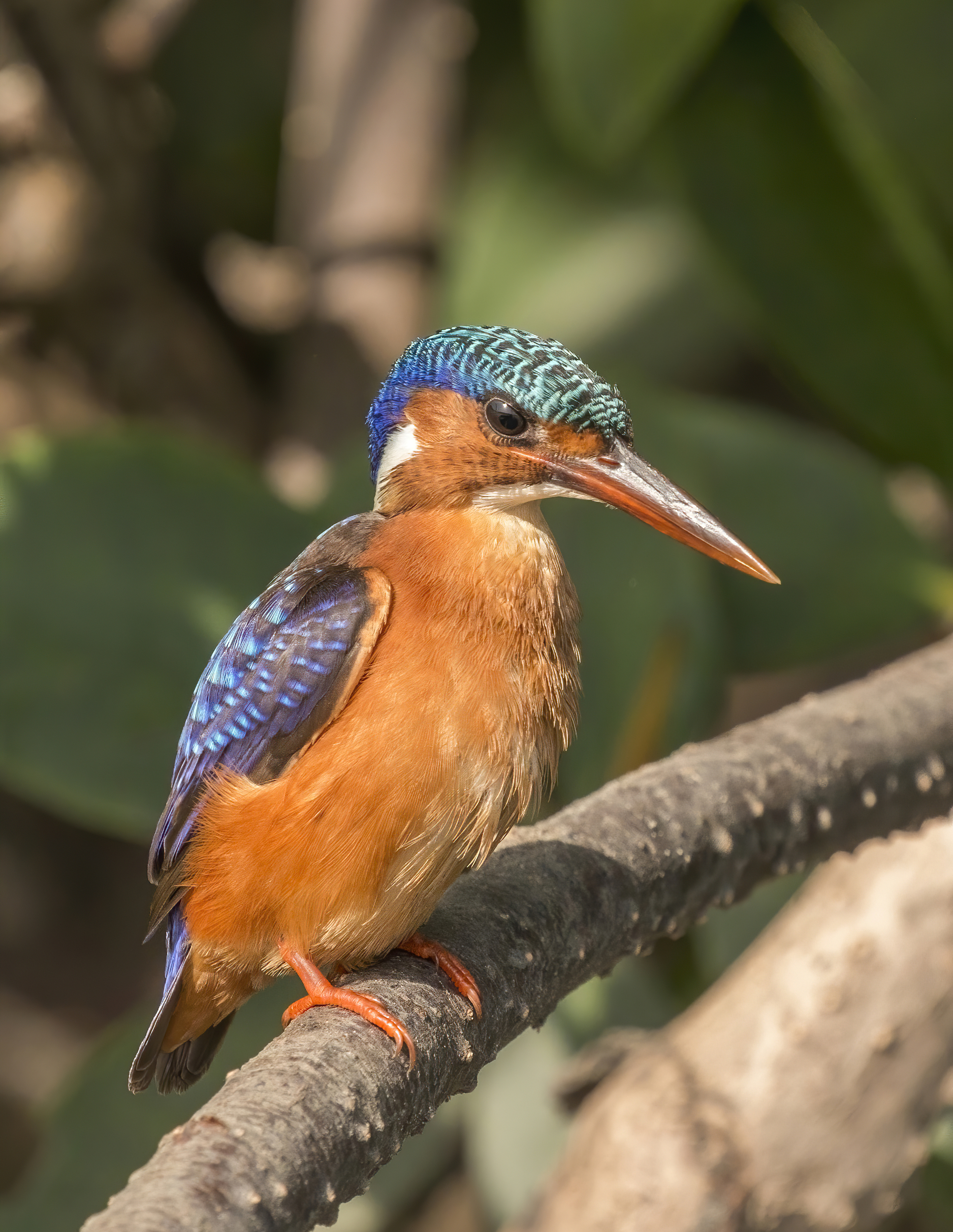
Діадемовий рибалочка (підвид C. c. galeritus, Гамбія)
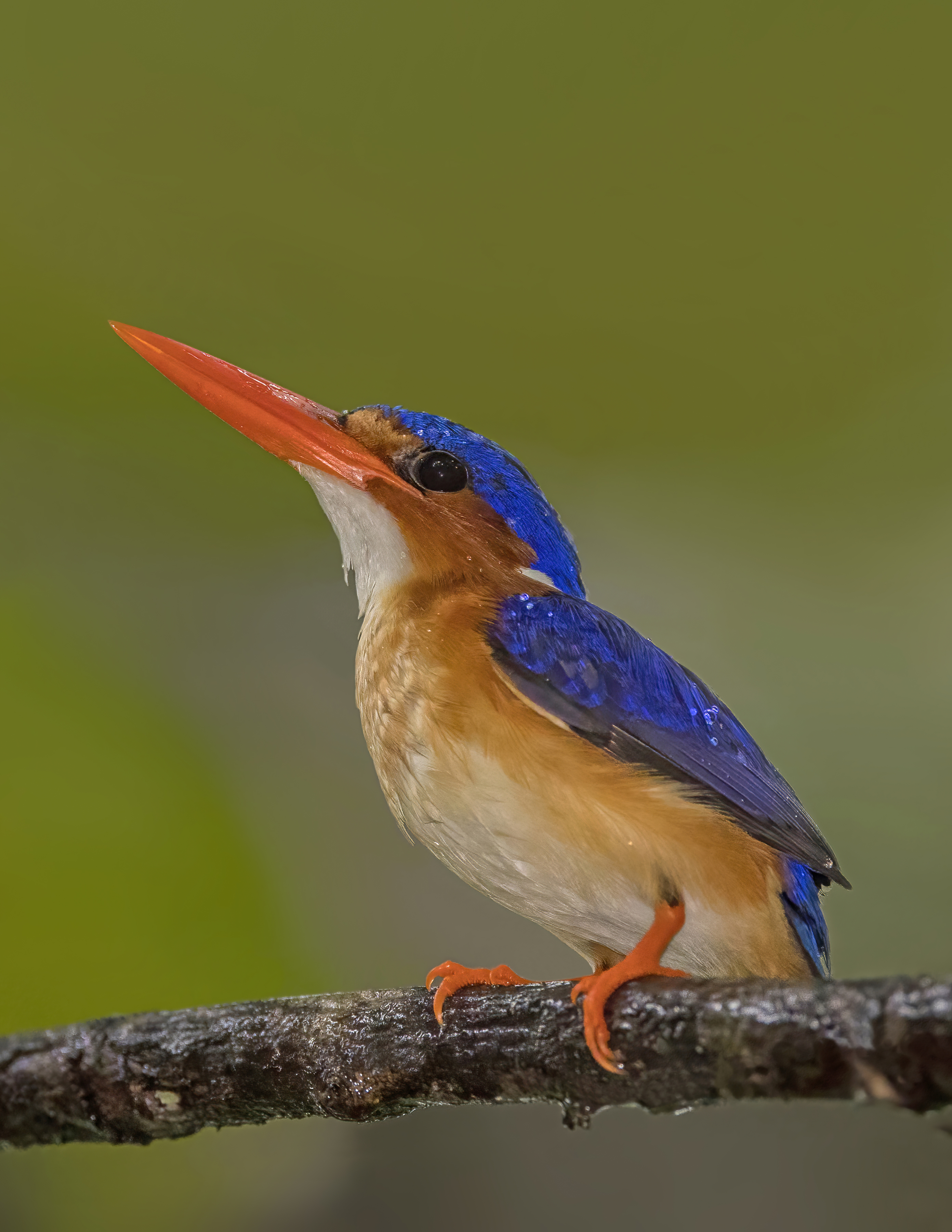
Принсипійський рибалочка
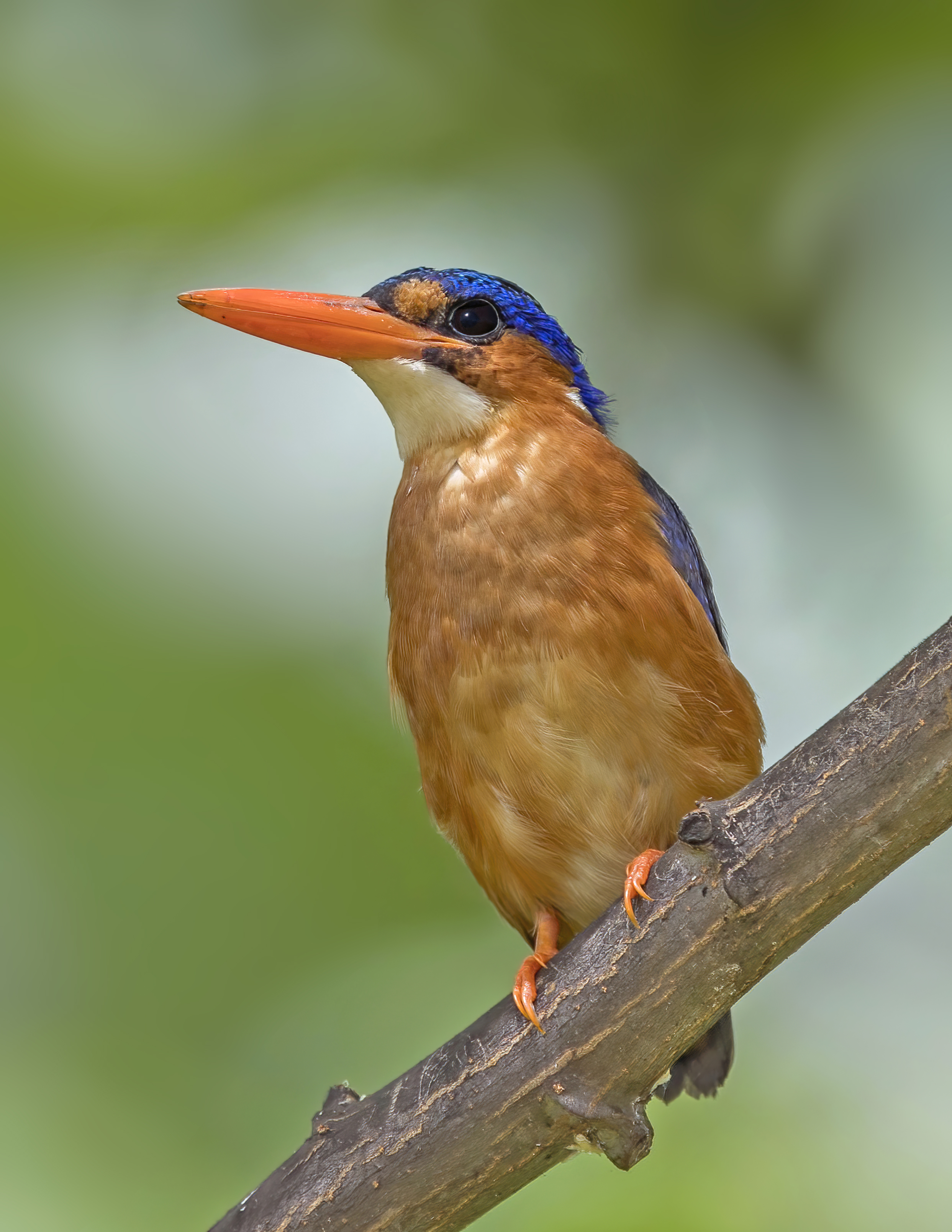
Сан-томейський рибалочка
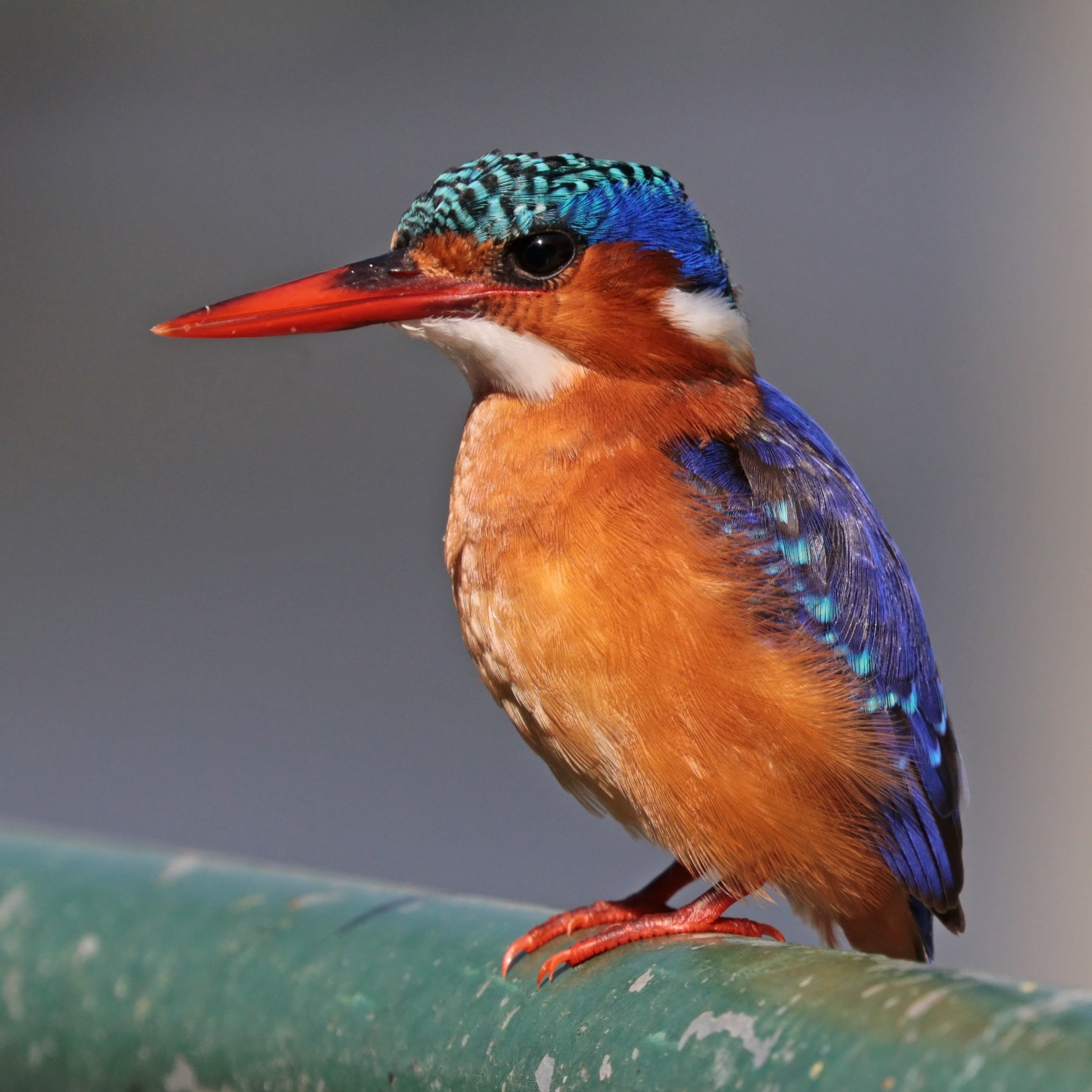
Діадемовий рибалочка (підвид C. c. stuartkeithi, Ефіопія)